# Feng Šeng
Feng Šeng (čínsky pchin-jinem Féng Shèng, znaky zjednodušené 冯胜, tradiční 馮勝; 1330 – 22. února 1395), byl čínský vojevůdce sloužící Chung-wuovi, zakladateli a prvnímu císaři říše Ming. Patřil mezi nejpřednější mingské generály, roku 1370 získal titul vévody ze Sung. Roku 1387 vedl celkem úspěšné tažení do Mandžuska, poté byl však odvolán z velitelských funkcí a dožil v nemilosti. Zemřel za nejasných okolností začátkem roku 1395.

## Jména
Feng Šeng se původně jmenoval Feng Kuo-šeng (čínsky pchin-jinem Féng Guó shèng, znaky zjednodušené 冯国胜, tradiční 馮國勝), používal také jméno Feng Cung-i (čínsky pchin-jinem Féng Zōngyì, znaky zjednodušené 冯宗异, tradiční 馮宗異).

## Život
Feng Šeng, původním jménem Feng Kuo-šeng, pocházel z okresu Ting-jüan na východě čínské provincie An-chuej. Pocházel z nižší střední třídy, jeho bratr Feng Kuo-jung (1324 – 13. května 1359) byl vzdělaný literát. Po vypuknutí povstání rudých turbanů proti vládě mongolské dynastie Jüan, se roku 1351 se bratři postavili do čela skupiny místních lidí skrývajících se v horách. Feng Kuo-jung skupinu vedl, Feng Kuo-šeng vynikal v lukostřelbě.
Roku 1354 se bratři přidali k Ču Jüan-čangovi, jednomu z povstaleckých náčelníků. Oba bratři se výrazně účastnili bojů; Feng Kuo-jung velel oddílu Čuovy tělesné stráže, ale roku 1359 padl ve východním Če-ťiangu. Velení po jeho smrti převzal Feng Kuo-šeng, nyní jen Feng Šeng. Roku 1360 vynikl v bitvách s vojsky Čchen Jou-lianga, který jako císař povstaleckého státu Chan ovládal oblast kolem středního toku Jang-c’-ťiang. V dalších letech zaujal postavení druhého (po Sü Taovi) nejvýznamnějšího generála Čuovy armády. Roku 1367 se ve funkci předsedy ústřední vojenské komise a velitele tělesné stráže účastnil zadržení a procesu s Čang Čchangem, bývalým jüanským úředníkem obviněným ze zrady. Patřil ke generálům vyznamenaným za účast dobytí království Wu (v dnešním Če-ťiangu) v letech 1366–1367.
V tažení do severní Číny dosud ovládané jüanskými silami roku 1368 sloužil pod velením Sü Taa a Čchang Jü-čchuna. V létě 1368 byl jmenován velitelem Kchaj-fengu, střediska provincie Che-nan, dopravního centra a vojenské posádky klíčové pro operace na severu a severozápadě, sídlil zde dvě desetiletí. Účastnil se dobývání Šan-si roku 1368,  bojů v Šen-si roku 1369 a tažení do Mongolska v letech 1370 a 1372.
Začátkem roku 1370 byl spolu s dalšími 29 generály vyznamenán a při udělování titulů v listopadu 1370 se stal jedním ze šesti vévodů, když obdržel titul vévody ze Sung (Sung-kuo kung, 宋國公). Roku 1369 se jeho dcera vdala za císařova pátého syna Ču Sua, knížete z Čou, jehož rezidence v Kchaj-fengu byla pod Feng Šengovou kontrolou.
Roku 1386 byl, jako nejvýše postavený generál v Číně, jmenován velitelem tažení proti Nagačuovi, velícímu v Mandžusku nejvýznamnější mongolské vojenské síle. Generálové Fu Jou-te a Lan Jü zaujali místa jeho zástupců. S dvěma sty tisíci vojáky vyrazil v březnu 1387 na sever od Velké čínské zdi, v jižním Džeholu postavil čtyři pevnosti, pak se armáda vydala na východ. Mongolové 7. července porazili samostatný oddíl Čchen Junga, markýze z Lin-ťiangu, a zabili jeho velitele. Ale o sedm dní později, po přechodu řeky Liao, Feng Šeng dostihl Nagačua, porazil ho a zajatého přivezl do Číny. Na zpátečním pochodu Mongolové těžce poškodili zadní voj, jehož velitel Pchu Jing padl. Čchang Mao, Fengův adoptivní syn a dědic Čchang Jü-čchuna, obvinil Fenga, že si přivlastnil nejlepší ukořistěné koně, a že byl zodpovědný za neúspěchy při ústupu. Proto císař 8. září Fenga odvolal, zbavil majetku v Che-nanu a v nemilosti poslal do Feng-jangu. Fengovu armádu převzal Lan Jü. Před koncem roku se už ve vyhnanství nacházel i Čchang Mao.
V letech 1388–1392 byl Feng pověřován pouze drobnými úkoly. Rok 1393 strávil s Fu Jou-tem u dvora, patrně jako svědkové poprav 20 tisíc lidí zapletených do Lan Jüovy kauzy. Poté oba sloužili v Pekingu u Ču Tiho, knížete z Jen.
Feng Šeng zemřel v únoru 1395 krátce po návratu do Nankingu. Jeho devět synů už bylo také po smrti, takže titul vévody ze Sung zanikl. Fu Jou-te zemřel v prosinci 1394, jen o několik týdnů dříve. Feng i Fu zemřeli za nejasných okolností, verze sahají od sebevraždy až k popravě. Vzhledem k tomu, že oficiální záznamy byly poté, co se Ču Ti zmocnil vlády, rozsáhle přepisovány, a jelikož oba sloužili před svou smrtí pod Ču Tim, je možné, že jejich smrt měla něco společného s jeho politikou.